# (292051) Bohlender
(292051) Bohlender est un astéroïde de la ceinture principale.

## Description
(292051) Bohlender est un astéroïde de la ceinture principale. Il fut découvert le 14 septembre 2006 à Mauna Kea par David D. Balam. Il présente une orbite caractérisée par un demi-grand axe de 2,98 UA, une excentricité de 0,14 et une inclinaison de 11,9° par rapport à l'écliptique.

## Compléments